# Головина, Елена Викторовна
Еле́на Ви́кторовна Головина (род. 16 февраля 1961 года в дер. Комарово, Богдановичский район, Свердловская область) — советская и российская биатлонистка, десятикратная чемпионка мира в 1985—1991 годах (в том числе 9 раз — в эстафетах и командных гонках), обладательница Кубка мира 1988/89. Заслуженный мастер спорта СССР (1987).
Окончила Богдановичский механико-керамический техникум.
Выступала за сборную СССР с 1985 по 1992 год. Её рекорд по количеству золотых медалей чемпионатов мира был превзойдён только в 2010-х годах немецкой биатлонисткой Магдаленой Нойнер (на её счету в итоге 12 золотых медалей). Единственное личное золото Головина выиграла на чемпионате мира 1987 года в финском Лахти в спринтерской гонке.
В сезоне 1988/89 она выиграла Кубок мира, а в следующем сезоне ей не хватило совсем немного, чтобы повторить этот успех — в общем зачёте Кубка мира сезона 1989/90 Елена Головина заняла третье место, уступив лишь чехословацкой биатлонистке Йиржине Адамичковой и норвежке Анне Эльвебакк.
В 1997—1998 годах тренировала экспериментальную команду сборной России. В дальнейшем её работа не была связана со спортом. С 2003 года на пенсии.